# Ĵomart kaj Nataŝa
Ĵomart kaj Nataŝa (Ĵomart e Natascia, in lingua esperanto) sono un duo musicale attivo nel campo della musica in esperanto. Il loro stile è melodico, talvolta romantico.
Il duo si costituì nel 1985 a Shymkent, in Kazakistan, quando Ĵomart conobbe Natascia in un istituto ove stava tenendo un corso di esperanto. I due si sposarono nel 1991 e si trasferirono in Svezia, dove ebbero la figlia Carina nel 1995.
All'interno del duo, Ĵomart suona la chitarra, mentre Natascia suona il flauto; entrambi cantano. Grazie all'inedita combinazione di strumenti, le loro canzoni sono a metà fra il pop e la musica popolare.

## Discografia
- 1989 - Debuto en eksterlando
- 1990 - Folioj de mia memoro
- 1992 - Vi kuras de vi
- 1994 - Samarkand
- 1999 - Valso por amikoj
- 2003 - Amu min
- 2009 - ĴomArtaĵoj - La Ruĝa Albumo
- 2012 - ĴomArtaĵoj 2 - La Arĝenta Albumo